# Hannelore Bollmann
Hannelore Friedel Bollmann (* 10. Mai 1925 in Hamburg; † 7. April 2023 in Santa Barbara, Kalifornien) war eine deutsche Filmschauspielerin.

## Leben
Bollmanns Karriere begann nach dem Zweiten Weltkrieg, als sie im Alter von 22 Jahren eine Rolle in dem Film Herzkönig erhielt. In der Folgezeit spielte sie meist Nebenrollen und neben einigen ernsten Filmen hauptsächlich in Heimatfilmen und Komödien wie Ferien vom Ich, Unsere tollen Tanten oder Auf der grünen Wiese. Der Regisseur Franz Antel, mit dem sie von 1953 bis 1958 verheiratet war, besetzte sie in elf seiner Filme. Bemerkenswert waren ihre Auftritte in der österreichischen Komödie Eva küßt nur Direktoren (Regie Rudolf Jugert) neben Chariklia Baxevanos und Joachim Fuchsberger sowie in Das Sonntagskind mit Heinz Rühmann und Walter Giller.
Hannelore Bollmann machte auch als Sängerin auf sich aufmerksam. 1954 sang sie beispielsweise im Duett mit Peter Alexander Ich sing’ heut’ vergnügt vor mich hin.
Bollmann war die Tochter des Kammersängers Hans-Heinz Bollmann und der Sängerin Friedel Bollmann.
Aus der zweiten Ehe mit dem Filmproduzenten Rudolf Travnicek ging Sohn Alexander Sasha (1961–2021) hervor.
Zuletzt lebte sie, in Ehe mit Francis Cantor, bei Los Angeles.
Durch ihre Ehe mit Travnicek, dem Financier des MCS-70 Superpanorama (ein Aufnahmesystem für 70-mm-Film), war sie Eigentümerin der dazugehörigen Firma MCS-Produktion.

## Filmografie
- 1947: Herzkönig
- 1949: Hallo Fräulein!
- 1950: Liebe auf Eis
- 1951: Czardas der Herzen
- 1951: Das seltsame Leben des Herrn Bruggs
- 1951: In München steht ein Hofbräuhaus
- 1952: Karneval in Weiß
- 1952: Ferien vom Ich
- 1953: Ehe für eine Nacht
- 1953: Auf der grünen Wiese
- 1954: Die süßesten Früchte
- 1954: Große Star-Parade
- 1954: Rosen aus dem Süden
- 1954: Kaisermanöver
- 1954: Verliebte Leute
- 1955: Spionage
- 1955: Heimatland
- 1955: Das fröhliche Dorf
- 1955: Der Kongreß tanzt
- 1955: Symphonie in Gold
- 1956: Das Sonntagskind
- 1956: Kaiserball
- 1956: Die Christel von der Post
- 1956: Das Hirtenlied vom Kaisertal
- 1957: Eva küßt nur Direktoren
- 1958: Alle Sünden dieser Erde
- 1958: Ooh … diese Ferien
- 1959: Der Schatz vom Toplitzsee
- 1960: Immer will ich dir gehören
- 1960: Das Dorf ohne Moral
- 1961: Unsere tollen Tanten
- 1962: Zwei Bayern in Bonn
- 1966: Der Kongreß amüsiert sich